# Meridiungulata
Meridiungulata é um clado de mamíferos ungulados endêmicos da América do Sul de posição taxonômica incerta. Os registros fósseis do grupo datam do Paleoceno ao Pleistoceno.

## Taxonomia
O grupo inclui:
- †Pyrotheria
- †Astrapotheria
- †Notoungulata
- †Litopterna
- †Xenungulata